# Saint-Genès-de-Lombaud
Saint-Genès-de-Lombaud település Franciaországban, Gironde megyében. Lakosainak száma 390 fő (2022. január 1.). Saint-Genès-de-Lombaud Sadirac, Baurech, Créon, Haux, Madirac, Saint-Caprais-de-Bordeaux és Tabanac községekkel határos.

## Népesség
A település népessége az elmúlt években az alábbi módon változott:
| Lakosok száma | 179  | 191  | 205  | 270  | 347  | 378  | 391  | 383  | 390  | 390  |
|               | 1968 | 1982 | 1990 | 2006 | 2013 | 2015 | 2017 | 2019 | 2020 | 2022 |